# Así fue
Así fue (span. für So war es) ist ein Lied des mexikanischen Singer-Songwriters Juan Gabriel, das erstmals von der spanischen Sängerin Isabel Pantoja aufgenommen wurde und 1988 auf ihrem Album Desde Andalucía sowie auf Single erschien. Gabriel selbst sang das Lied 1997 bei seinem Jubiläumskonzert im Palacio de Bellas Artes von Mexiko-Stadt. Seine Version erschien 1998 auf dem Album Celebrando 25 Años De Juan Gabriel und wurde auf YouTube mehr als 560 Millionen Mal abgerufen.

## Inhalt
In dem Lied begegnet der Protagonist seiner ehemaligen Partnerin, die ihn einst verlassen hatte und anscheinend die Beziehung fortsetzen möchte, während der Protagonist inzwischen anderweitig liiert ist und seine alte Beziehung auch nicht wieder aufleben lassen möchte: Soy honesta con ella y contigo. A ella la quiero y a ti te he olvidado. Si tu quieres, seremos amigos. (Ich bin ehrlich zu ihr und zu dir. Sie liebe ich und dich habe ich vergessen. Wenn du möchtest, können wir Freunde bleiben.). Im weiteren Verlauf erinnert der Protagonist sie daran, dass sie es war, die die Beziehung beendet hatte und ihn keine Schuld trifft: Tu bien sabes que no fue mi culpa. Tu te fuiste sin decirme nada. Y a pesar que lloré como nunca ya no seguías de mi enamorada. Luego te fuiste y que regresabas no me dijiste. (Du weißt genau, dass es nicht meine Schuld war. Du warst es, die gegangen ist, ohne irgendwas zu sagen. Und obwohl ich geweint habe wie nie zuvor, warst du nicht mehr in mich verliebt. Dann bist du gegangen und hast mir nicht gesagt, dass du zurückkommst.). 

## Coverversionen
Das am häufigsten im Bachata-Stil aufgenommene Lied wurde von zahlreichen Künstlern gecovert. Die wohl erfolgreichste Coverversion dürfte von der Gruppe Dread Mar-I sein, die auf YouTube mehr als 350 Millionen Mal abgerufen wurde. Hohe Abrufe im zweistelligen Millionenbereich verzeichnen auch die Versionen von Crecer Germán, Playa Limbo und Jessi Uribe.
Zu den weiteren Künstlern, die das Lied gecovert haben, gehören unter anderem Dama, Elder Dayán, Elvis Martínez, Guadalupe Pineda, Jenni Rivera, Yuridia und Raquel Zozaya, die das Lied in einer Salsa-Version präsentiert.